# Streitkräfte Somalias
Die Streitkräfte Somalias (Somali: Xoogga Dalka Soomaaliyeed) befinden sich nach dem Staatszerfall Somalias um das Jahr 1991 seit 2012 im Wiederaufbau. Derzeitiger Oberbefehlshaber der Streitkräfte Somalias ist Präsident Mohamed Abdullahi Mohamed. Armeechef ist seit dem 27. August 2019 General Odowaa Yusuf Rageh.

## Geschichte

### Streitkräfte Somalias ab der Gründung 1960
Die Streitkräfte Somalias wurden im Jahr 1960 gegründet. Kerntruppe bei der Gründung der somalischen Streitkräfte waren die Somaliland Scouts der British Army. Somalia war aufgrund seiner Gebietsansprüche gegenüber den Nachbarländern seit seiner Unabhängigkeit in der Region isoliert. 1963–1967 waren im Nordosten Kenias im „Shifta-Krieg“ Rebellen aktiv, die von Somalia unterstützt wurden, und von Februar bis April 1964 führten Somalia und Äthiopien einen kurzen Grenzkrieg. Im selben Jahr schlossen Äthiopien und Kenia ein Verteidigungsabkommen gegen Somalia. Am 21. Oktober 1969 übernahmen prosowjetische Militärs unter Siad Barre die Macht. 1976 führte eine Reihe von Offizieren der somalischen Armee einen Putschversuch durch. Der Putsch wurde vereitelt und viele somalische Offiziere flohen in benachbarte Länder. Das Fehlen dieser gut ausgebildeten Offizieren belastete die somalischen Armee.
Barre baute die Armee mit sowjetischer Unterstützung zu einer der stärksten des Kontinents aus und führte 1976/77–1978 einen neuen Krieg um Ogaden gegen Äthiopien, den Somalia verlor. Hierbei wurde das kommunistische Derg-Regime Äthiopiens von der Sowjetunion und Barre – nachdem er wegen deren Unterstützung für Äthiopien mit der Sowjetunion gebrochen hatte – von den USA unterstützt. Folgen des Ogadenkrieges waren Tausende Tote, hohe Kosten für Somalia sowie der Zustrom von über 650.000 Flüchtlingen.
Im Inneren regierte Siad Barre zunehmend diktatorisch. 1978 versuchten einige Armeeoffiziere, hauptsächlich Majerteen-Darod, einen Umsturz gegen seine Regierung. Einer der Beteiligten an dem Umsturzversuch, Abdullahi Yusuf Ahmed, entkam nach Äthiopien und führte 1982 eine von Äthiopien unterstützte Militäroffensive der Somalischen Demokratischen Erlösungsfront (SSDF) in den Grenzregionen Mudug, Galguduud und Hiiraan. Die USA unterstützen die somalische Armee daraufhin mit erheblichen Waffenlieferungen, um die angebliche äthiopische Invasion abzuwehren. Der Hawiya-Clan im Süden, obwohl zunächst auf Seiten der Regierung, gründete den oppositionellen Vereinigten Somalischen Kongress (USC), der 1989 eine Rebellion anführte.

### De-facto-Auflösung des Staates 1991
Am 26. Januar 1991 wurde Barre abgesetzt und floh schließlich aus Somalia. Im weiteren Verlauf des Somalischen Bürgerkriegs versuchten Mohammed Farah Aidid und Ali Mahdi Mohammed vom USC die Macht für sich allein zu beanspruchen. Die anderen Oppositionsgruppen erkannten die vom USC gebildete provisorische Regierung nicht an. Der Norden des Landes erklärte unter der Führung der SNM als Somaliland einseitig seine Unabhängigkeit, die international nicht anerkannt wurde. Hier wurden die Streitkräfte von Somaliland gegründet.
Der USC selbst spaltete sich zwischen den Unterclans der Abgal- und Habre Gedir-Hawiye, nachdem sich Ali Mahdi Mohammed (Abgal) ohne Einverständnis Aidids (Habre Gedir) zum Präsidenten ausgerufen hatte. Siad Barres Verteidigungsminister und Schwiegersohn Siad Hersi „Morgan“ kämpfte derweil im Süden weiter auf der Seite Barres. Somalia zerfiel in umkämpfte Machtbereiche von Clans und Kriegsherren und deren Milizen. Auch ausländische Interventionen konnten nicht zu einer Klärung der Machtverhältnisse beitragen. 2000 wurde nach Friedensverhandlungen in Arta, Dschibuti eine Übergangsregierung aus Vertretern verschiedener Clans gebildet. Am 24. Dezember 2006 kam es zum Eingreifen Äthiopiens in den Bürgerkrieg. Die militante Untergrundorganisation al-Shabaab und andere Gruppierungen brachten im Laufe des Jahres 2008 weite Teile Süd- und Zentralsomalias unter ihre Kontrolle. Die Übergangsregierung kontrollierte nur mehr einige Teile von Mogadischu und die Stadt Baidoa. Ende 2008 trat Präsident Abdullahi Yusuf Ahmed zurück, nachdem er für seine geringen Erfolge kritisiert worden war und sich mit Ministerpräsident Nur Hassan Hussein überworfen hatte. Teile der Allianz für die Wiederbefreiung Somalias führten Verhandlungen mit der Übergangsregierung über eine Machtteilung und den Abzug der äthiopischen Truppen. Durch diese Verhandlungen wurde der Abzug der äthiopischen Truppen im Januar 2009 erreicht. Der Allianz-Vertreter Sharif Sheikh Ahmed wurde zum neuen Präsidenten gewählt. 2011 rückten die Kenya Defence Forces mit rund 2.400 Soldaten marschierten in der Operation Linda Nchi (deutsch: Verteidigt die Nation) in Somalia ein, um al-Shabaab zu bekämpfen.
Im Jahr 2006 eroberten mit äthiophischer Hilfe die Truppen der Übergangsregierung die Hauptstadt Mogadischu in dreitägigen Straßenkämpfen zurück. Erstmals seit 2001 wurden somit die Hauptstadt wieder von den Truppen der Übergangsregierung gehalten. Allein bei den Straßenkämpfen sollen tausende Islamisten gefallen sein. Die Union Islamischer Gerichte wurde in den folgenden Monaten zu einer Art Miliz.
In den Jahren 2011–12 kam es zu einer Integration von somalischen Milizen ins somalische Militär. Zur Jahreswende 2011 war die somalische Armee in der Lage die Hauptstadt Mogadischu von den Islamisten der Al-Shabab zurückzuerobern.

### Red „Barres“ unter dem Regime Siad Barre
Die 1969 gegründete Spezialeinheit des Geheimdienstes „Red Barres“ war unter der Präsidentschaft von Siad Barre eine militärische Spezialeinheit. Sie umfasste eine Stärke von 5000 Mann.
Sie wurden vor allem aus Barres Clan und Mitgliedern der Militärpolizei rekrutiert.
Der Kommandeur war der Schwiegersohn des Präsidenten Mogan Siad. Sie war von erst sowjetischen und dann später amerikanischen Militärberatern ausgestattet und ausgebildet worden und galt im Vergleich zur somalischen Armee als schlagkräftig.
Ursprünglich wurden die „Red Barres“ als Präsidentengarde geschaffen. Seit 1980 kam es zu einer ständigen Verschlechterung der somalischen Sicherheitslage. Aufgrund dessen wurden die „Red Barres“ dazu eingesetzt, Rebellen zu besiegen und Repressionen durchzuführen. Es gab verschiedene Menschenrechtsverletzungen durch Soldaten dieser Einheit. Die Red Barres galten als besonders gut ausgestattet und waren die einzige Einheit, die bis zu ihrer Auflösung 1991 sich gegen die verschiedenen Rebellengruppen behaupten konnte.
1990 ließ Siad Barre die Red Barres auf Demonstranten schießen. Hierbei wurden 105 Zivilisten getötet. Teilweise setzten die Red Barres Schützenpanzer zur Niederschlagung dieser Proteste ein.
Am 7. Juli 1990 waren bei einer Rede von Siad Barre im Rahmen eines Feiertages 54.000 Menschen zusammengekommen. Hierbei kam es zu Protesten gegen Siad Barre. Die Red Barres eröffneten sofort auf die Menschenmenge das Feuer und töten 103 Zivilisten.
Ausländische Militärberatung
Seit 1963 wurde von sowjetischer Seite aus die somalische Armee ausgerüstet und ausgebildet. Zunächst umfasste die Unterstützung rund 100 Millionen US-Dollar. Die Sowjetunion baute in der somalischen Hafenstadt eine Marinebasis.
Dazu wurden komplexe Bunkeranlagen und auch Anlagen zur Stationierung von Mittelstreckenraketen. Die Sowjetunion hatte zeitweise 3000 Soldaten in Somalia stationiert.
Außerdem umfasste die sowjetische Unterstützung die Lieferung von 250 T-55 Panzern, 200 BTR-60, 400 gepanzerten Fahrzeugen und 30 Mig-21 Düsenjägern.
In den 1970er Jahren waren somalische Piloten von Kubanern ausgebildet worden und sowjetische Militärhilfe wurde bis 1979 geleistet.
Ab dem Jahr 1980 wurden die somalischen Streitkräfte von den USA mit Waffenlieferungen in massiven Umfang unterstützt. Diese Unterstützung wurde bis 1989 eingestellt.
2010 waren 100 ausländische Söldner in Somalia aktiv. Teile dieser Söldner wollten die Regierung in Mogadischu stürzen.
Im Februar 2012 vereinbarten der somalische Premierminister Mohammed Ali und der damalige italienische Verteidigungsminister Gianpalo Di Palo, dass Italien im Rahmen einer Militärausbildungsmission die Professionalität der somalischen Streitkräfte verbessert. Im November 2014 verabschiedete das somalische Parlament eine Vertiefung der Zusammenarbeit mit Italien. Hierbei sollen die somalischen Streitkräfte von italienischen Militärberatern ausgerüstet und ausgebildet werden.
Im Jahr 2014 unterzeichnete die somalische Regierung ein Abkommen zur militärischen Zusammenarbeit mit den Vereinigten Arabischen Emiraten.
In den Jahren 2014 und 2015 unterzeichneten die Türkei und Somalia ein Abkommen über militärische Zusammenarbeit. Anfang 2016 wurde das Camp TURKSOM in Mogadischu eingeweiht, dort sollen somalische Soldaten von türkischen Offizieren ausgebildet werden. Über 1500 somalische Soldaten sollen von 100 türkischen Offizieren ausgebildet werden.
Führende türkische Sicherheitsexperten gaben an das die bisher 10000 somalischen Soldaten die von der Türkei ausgebildet wurden, den Kern der somalischen Armee darstellen und die somalische Armee in den nächsten Jahren so schlagkräftig sein sollte, dass sie die territoriale Integrität des Landes selber gewährleisten kann. Die Türkei hat 2022 ihre Ausbildungsanstrengungen intensiviert.

### Bundesrepublik ab 2012
Am 1. August 2012 nahm das Parlament Somalias eine neue Verfassung an. Mit ihr wurde die Übergangsregierung Somalias abgelöst und erstmals wieder eine zumindest formell-normalisierte Staatsordnung hergestellt. Somalia wurde in eine Bundesrepublik umgewandelt. Die De-facto-Regime in Somaliland und Puntland erkennen die Regierung in Mogadischu jedoch weiter nicht an.
Die Wiedererrichtung der Streitkräfte Somalias ist seit 2012 mit Unterstützung zahlreicher ausländischer Mächte in Gang. Der aktuelle Armeechef Brigadegeneral Ahmed Mohamed Jimale ist seit 5. April 2017 in Dienst.

### Verschwinden von somalischen Soldaten 2021
Im Januar 2021 begannen die Familien von 370 somalischen Soldaten, die zur Ausbildung nach Eritrea geschickt wurden, in Mogadischu zu protestieren, da sie seit November 2019 den Kontakt zu ihren Angehörigen verloren hatten. Die Eltern der Soldaten forderten Präsident Mohamed Faarjamo auf, ihnen Informationen über den Verbleib ihrer Söhne zu geben, nachdem der ehemalige Stellvertreter des somalischen Geheimdienstes Abdisalan Yusuf Guled behauptet hatte, die Soldaten seien im Kampf in der Region Tigray in Äthiopien gestorben. Das somalische Präsidentenbüro hatte diese Behauptung bestritten. Ein parlamentarischer Ausschuss forderte eine Aufklärung dieser Umstände. Am 23. Mai 2022, dem letzten Tag seiner Präsidentschaft, bestätigte Farmajo, dass 5.000 Soldaten ihre Ausbildung in Eritrea Mitte 2021 abgeschlossen haben, und sagte, dass sich ihre Rückkehr aufgrund des Wahlprozesses verzögert habe.

## Aktuelle Ausrüstung
Die aktuelle Ausrüstung der Streitkräfte Somalias ist eine Mischung aus Material der früheren somalischen Armee und Spenden der letzten Jahre. Die Quellenlage zur Ausrüstung ist unübersichtlich.

### Landstreitkräfte
| Waffe                     | Herkunft               | Typ                       | Anmerkungen                                  |
| ------------------------- | ---------------------- | ------------------------- | -------------------------------------------- |
| T-54                      | Sowjetunion            | Kampfpanzer               | Unbekannte Anzahl in Dienst (auch T-55)      |
| Fiat 6616                 | Italien                | Mannschaftstransportwagen | Unbekannte Anzahl in Dienst                  |
| Saxon                     | Vereinigtes Königreich | Mannschaftstransportwagen | Spende aus Dschibuti, derzeit 25 in Dienst   |
| Iveco VM 90               | Italien                | Mannschaftstransportwagen | Spende aus Italien 2015                      |
| Casspir                   | Südafrika              | Mannschaftstransportwagen | 9 in Dienst                                  |
| RG-31 Nyala               | Südafrika              | Radpanzer                 | Unbekannte Anzahl in Dienst                  |
| BM-21                     | Sowjetunion            | Raketenwerfer             | Unbekannte Anzahl in Dienst                  |
| SU-23-2                   | Sowjetunion            | Flugabwehrkanone          |                                              |
| M79                       | Vereinigte Staaten     | Granatwerfer              |                                              |
| RPG-2                     | Sowjetunion            | Granatwerfer              |                                              |
| RPG-7                     | Sowjetunion            | Granatwerfer              |                                              |
| Sterling-Maschinenpistole | Vereinigtes Königreich | Maschinenpistole          |                                              |
| AK-47                     | Sowjetunion            | Sturmgewehr               | Standardgewehr neben anderen AK-47-Varianten |
| AKM                       | Sowjetunion            | Sturmgewehr               |                                              |
| M16                       | Vereinigte Staaten     | Sturmgewehr               |                                              |
| Heckler & Koch G3         | Deutschland            | Sturmgewehr               |                                              |
| FN FAL                    | Belgien                | Sturmgewehr               |                                              |
| M14                       | Vereinigte Staaten     | Selbstladegewehr          |                                              |
| RPD                       | Sowjetunion            | Maschinengewehr           |                                              |
| RPDk                      | Sowjetunion            | Maschinengewehr           |                                              |
| AA-52                     | Frankreich             | Maschinengewehr           |                                              |
| FN MAG                    | Belgien                | Maschinengewehr           |                                              |
| DShK                      | Sowjetunion            | Schweres Maschinengewehr  |                                              |
| Browning M2               | Vereinigte Staaten     | Schweres Maschinengewehr  |                                              |
| Tokarew TT-33             | Sowjetunion            | Pistole                   |                                              |

### Waffenspenden seit 2012
Nach dem Eingreifen der Afrikanischen Union und der Zurückeroberung Mogadischus 2011 und den Übergang zu einer somalischen zentralen Regierung bekundeten mehrere westliche Staaten und Dschibuti die Absicht, durch Waffenspenden die somalische Armee mit modernerer Ausrüstung auszustatten.
Im März 2012 spendete die Regierung der Vereinigten Staaten von Amerika der somalischen Armee 33 Fahrzeuge, darunter vier Hilux-Pick-ups, sechs Land-Rover-Pick-ups und verschiedene Wassertankfahrzeuge.
2014 wurden zudem 15 weitere Fahrzeuge an die somalischen Streitkräfte übergeben.
Dreizehn gepanzerte Mannschaftstransportfahrzeuge ACMAT Bastion wurden im Jahr 2016 an das somalische Militär geliefert.

### Luftwaffe und Marine
Luftwaffe und Marine sollen wiedererrichtet werden. Aktuell verfügen sie abgesehen von einigen kleinen Transportflugzeugen und Patrouillenbooten über keine nennenswerte Ausrüstung.
Die Luftwaffe ist derzeit nicht einsatzbereit und verfügt über keine Flugzeuge. Es besteht aus etwa 170 Soldaten (40–50 Offiziere vom zweiten Leutnant bis zum Oberst und 120–130 Unteroffizieren und Fliegern). Die Türkei bietet eine Ausbildung in Wohnungen für eine Gruppe junger somalischer Luftwaffenangehörige an und beabsichtigt, die Entwicklung einer Luftfahrtkapazität zu unterstützen. Die potenziellen kumulativen Kosten für die erneute Entwicklung eines somalischen Luftarms über einen Wert von über 10 Jahren würden 50 Millionen Dollar betragen.
Der Wiederaufbau der Somalischen Marine begann 2012. Am 30. Januar 2012 wurde von den Vereinigten Arabischen Emiraten eine Geldspende in Höhe von einer Million Dollar zum Wiederaufbau einer Somalischen Marine gegeben. Diese Investitionen sollen unter anderem ein zentrales Generalkommando beinhalten.
Am 23. Januar 2020 wurden von der türkischen Marine Patrouillenboote an die somalische Marine übergeben.